# Göhler
Göhler ist ein deutschsprachiger Familienname.

## Bedeutung und Herkunft
Göhler:
1. Übername zu mhd. goln >laut singen, johlen< für einen ausgelassenen Menschen.
2. Herkunftsname zu den Ortsnamen Göhl (Schleswig-Holstein), Göhlen (Niedersachsen, Mecklenburg-Vorpommern, Brandenburg).[1]
3. im sächsischen Dialekt für den Beruf des Köhlers, daher die Namenshäufigkeit im Osterzgebirge

## Bekannte Namensträger
Göhler oder Goehler ist der Familienname folgender Personen:
- Adrienne Goehler (* 1955), deutsche Kuratorin und Landespolitikerin (Berlin) (parteilos)
- Antje Göhler (geborene Antje Riedel; * 1967), deutsche Schachspielerin
- Christa Göhler (1935–2010), deutsche Skilangläuferin, siehe Christa Herklotz
- Erich Göhler (1925–2004), deutscher Jurist
- Fritz Göhler (1926–2007), deutscher Hörspielregisseur
- Georg Göhler (1874–1954), deutscher Komponist, Dirigent, Musikerzieher und -kritiker
- Gerhard Göhler (* 1941), deutscher Politikwissenschaftler
- Hermann Göhler (1874–1959), deutscher Landschaftsmaler, Professor an der Kunstgewerbeschule, dann Landeskunstschule Karlsruhe
- Josef Göhler (1911–2001), deutscher Autor und Sportfunktionär
- Kurt Göhler (1922–1988), deutscher Politiker (DBD)
- Peter Göhler (* 1935), deutscher Literaturwissenschaftler
- Roland Göhler (* 1943), deutscher Ruderer
- Siegfried Göhler (1916–1976), deutscher Schauspieler
- Sigrid Göhler (* 1942), deutsche Schauspielerin
- Sven Göhler (* 1967), deutscher Ballonfahrer
- Timo Göhler (* 1990), deutscher Leichtathlet
- Wolfgang Goehler (1940–2009), deutscher General und Bremer Staatsrat